# Bataille de Ballinamuck
Rébellion irlandaise
Batailles
- Ballymore-Eustace
- Naas
- Prosperous
- Kilcullen
- Carlow
- Harrow
- Tara Hill
- Oulart Hill
- Enniscorthy
- Newtownmountkennedy
- Three Rocks
- Bunclody
- Tuberneering
- New Ross
- Antrim
- Arklow
- Saintfield
- Ballynahinch
- Duncairn
- Ovidstown
- Foulksmills
- Vinegar Hill
- Ballyellis

- 1er Killala
- Ballina
- Castlebar
- Collooney
- Ballinamuck
- 2e Killala
- Île de Toraigh

La bataille de Ballinamuck, livrée le 8 septembre 1798, marque la défaite décisive du corps expéditionnaire français en Irlande et des patriotes irlandais face aux britanniques lors de la rébellion irlandaise de 1798.

## Prélude
Après sa victoire à la bataille de Collooney, près de Sligo, le général Humbert décide de poursuivre vers l'Ulster et d'y rallier les Irlandais Unis qui tiennent encore les montagnes d'Erris et de Tirawley (en). Cependant Humbert ne s'empare par de Sligo, car il pense avoir eu affaire à Collooney avec l'avant-garde de Cornwallis et ignore que la ville n'a plus la moindre force pour sa défense. 
De son côté le général Charles Cornwallis se montre prudent, voulant absolument éviter une nouvelle déroute comme à la bataille de Castlebar, il rassemble 20 000 à 30 000 hommes. Ses forces étant désormais largement supérieures à celles des Républicains français et irlandais, il se porte à leur rencontre. Le général Lake reçoit le commandement de l'avant-garde, le général Nugent est chargé de barrer la route de l'Ulster tandis que le colonel Crawford a pour mission de harceler l'arrière-garde des Républicains.
La présence des troupes britanniques parvient à contenir le Roscommon en revanche les comtés de Kildare, Westmeath et Longford sont au bord de l'insurrection. 
Humbert modifie alors son plan, arrivé à Monorhamilton le 6 septembre ou 20 fructidor, il décide de se porter au sud-est, vers Dublin. Le soir, au village de Drumkeeran, au nord-ouest du Lough Allen, les Français reçoivent un parlementaire britannique. Humbert refuse de se déplacer en personne mais il envoie le général Sarrazin entrer en pourparlers avec le colonel Crawford. Ce dernier relâche deux officiers de santé et demande aux Français de mettre bas les armes, avançant que leurs forces ne sont pas assez nombreuses et n'ont aucune chance de résister à l'offensive imminente des forces de Cornwallis. 
Selon Fontaine le colonel britannique s'exprime ces termes : « Vous nous avez battus plusieurs fois, vous avez fait de grandes marches en présence de notre armée, vous avez fait assez pour votre gloire ; et Lord Cornwallis qui vous rend justice vous traitera avec tous les honneurs dus à des braves comme vous, si vous voulez vous en remettre à sa foi ». Sarrazin refuse et déclare : « Monsieur, dites à Lord Cornwallis que nous n’avons point encore rempli la tâche que notre gouvernement nous a imposée ; que nous sommes jaloux de continuer de mériter son estime et de fixer les regards de l’Europe sur notre entreprise, ainsi que nous ne pouvons sans nous déshonorer accepter ses offres ».

## Premières escarmouches
Le soir du 6 septembre, les Français et les Irlandais quittent Drumkeeran, longent le Lough Allen et traversent le Shannon à Ballintra. À la tête de l'avant-garde, le général Fontaine s'empare du pont et repousse le détachement anglais qui l'occupait. Cependant les Républicains sont talonnés de si près par les Britanniques qu'ils sont contraints de jeter des pièces d'artillerie dans le fleuve. Une fois la traversée effectuée, le général Humbert donne l'ordre de détruire le pont, les Français placent des barils de poudre mais l'explosion ne provoque pas les dégâts espérés et dans les heures qui suivent le pont est reconstruit en peu de temps par les soldats britanniques qui utilisent les débris d'une maison à proximité,. 
Le même jour, Humbert est informé que des insurgés irlandais ont livré un combat à Granard contre la yeomanry, il décide de rejoindre ces forces. Cependant les Républicains sont bientôt rattrapés par l'avant-garde britannique qui a rétabli le pont. Quatre compagnies de l'arrière-garde menées par Fontaine repoussent les cavaliers et délivrent trois soldats qui avaient été capturés par les Anglais. L'armée poursuit sa route malgré le harcèlement des voltigeurs britanniques. Près de Cloone, un combat oppose des hussards de Hompesch et des fantassins français, baïonnette au canon. Finalement les Républicains, épuisés, entrent à Cloone dans la soirée du 7 septembre, vers 6 heures. La nuit se passe sans incident et ils y reçoivent le renfort de combattants irlandais battus à Granard et Bunbrusna. Des émissaires irlandais promettent l'arrivée de 10 000 insurgés pour le lendemain,.
Selon le général Fontaine, le chef des insurgés de Granard « était armé de pied en cap, couvert d’armes offensives et défensives, et ressemblait parfaitement aux preux chevaliers du XIIIe siècle. Il ne parlait que de combattre pour la bienheureuse Vierge Marie, dont il s’était déclaré champion. C’était un fou, brave à l’excès, et excellent pour enflammer le pays. »

## La bataille

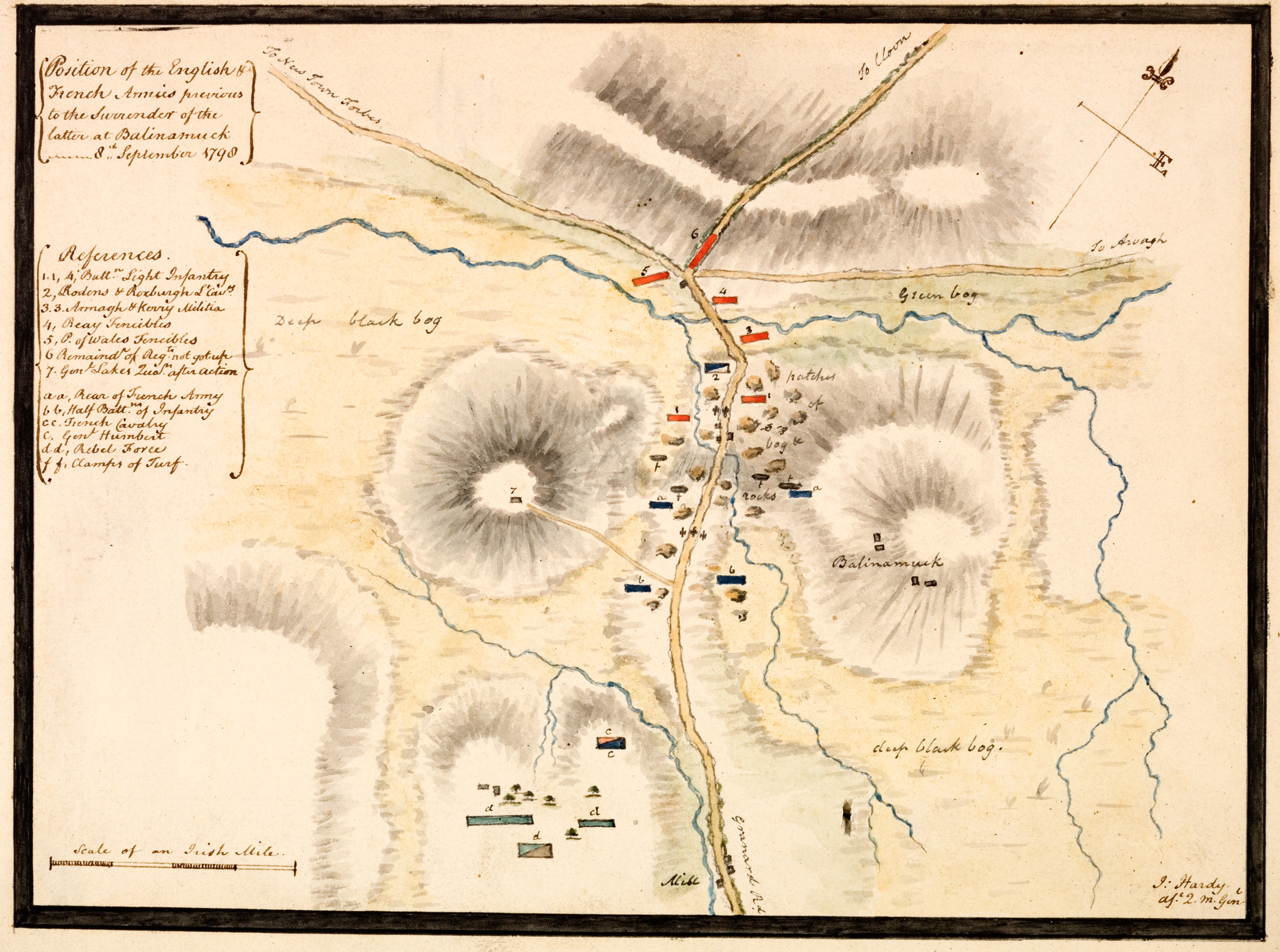
Plan de la bataille de Ballinamuck.

Humbert accepte d'attendre jusqu'au lendemain l'arrivée de ces renforts, mais les paysans irlandais constatent la disproportion des forces en présence. Découragés, peu d'entre eux rejoignent les Français. Humbert donne alors l'ordre à ses troupes de poursuivre vers le sud et Granard. 
De son côté, Charles Cornwallis traverse le Shannon à Carrick-on-Shannon avec plus de 20 000 hommes. Le 8, les forces britanniques lancent l'attaque générale. Au nord, les cavaliers du colonel Crawford sabrent des traînards irlandais qui transportaient un caisson avec leurs bras. Humbert réagit, il arrête sa colonne et contre-attaque avec quatre compagnies, repousse les cavaliers en une salve et reprend le caisson dont le contenu est distribué aux soldats,. 
Mais peu après, le reste de la colonne est arrêté au sud, à une lieue de Granard et assaillie sur plusieurs points. Le combat s'engage sur la plaine à l'ouest de Ballinamuck. Une heure après le début de l'action, des soldats français, découragés, commencent à se rendre. Le général Sarrazin combat au pont de Granard, tandis qu'au centre, le général Fontaine parvient à dégager la faible artillerie des Républicains, puis il se porte au nord afin de renforcer l'arrière-garde, il prend ensuite le commandement de l'aile gauche. De leur côté, les cavaliers britanniques passent à l'attaque en transportant des fantassins sur la croupe de leurs chevaux. Cependant le feu de l'artillerie républicaine repousse cette première attaque, les Britanniques amènent alors un obusier, mais les artilleurs français parviennent à le détruire,. 
Ce succès au nord-est cependant sans suites, la plupart des combattants irlandais paniquent dès le début de l'action et prennent la fuite, beaucoup sont massacrés par les Britanniques qui les encerclent presque complètement. Seul un noyau de 300 braves irlandais continue de combattre avec acharnement. De son côté, le colonel Crawford envoie un nouvel émissaire négocier avec le général Sarrazin. Mais dans la confusion de la bataille, les généraux Sarrazin et Fontaine se retrouvent enveloppés et faits prisonniers. Selon Pierre Joannon, les circonstances de leur reddition demeurent « obscures et controversées ». De leur côté, Humbert et les chefs de brigades Azémar et Hardouin tentent encore un moment de résister, mais ils sont bientôt contraints de mettre bas les armes à leur tour,.
Les derniers Irlandais refusent cependant de se rendre, ne se faisant guère d'illusion sur le sort qui les attend. Menés par MacDonnell et Blake, ils sont les derniers à tenir mais finissent par être submergés et massacrés par les soldats britanniques.

## Les pertes
Du côté des Français, 30 soldats sont tués et 844 sont faits prisonniers. Environ 500 Irlandais sont tués ou massacrés, 1 000 autres parviennent à s'enfuir. Les prisonniers français sont infiniment mieux traités que les Irlandais. Le général Fontaine écrit : « Chaque officier et soldat ennemi brigua l'avantage de présenter au lord Cornwalis un prisonnier français. Nous reçûmes tous, de sa part, les marques du plus grand intérêt. Quarante hommes qu'on nous donna pour escorte avaient plutôt l'air d'une garde d'honneur que d'un détachement qui conduisait des prisonniers à Long-Fort. Arrivés dans cette ville, nous y fûmes traités avec distinction. Il y avait une illumination générale: un repas magnifique était préparé, plusieurs personnages de la plus haute importance y assistèrent. »
Les Français sont conduits à Dublin, puis à Liverpool où ils sont mis en prison. Les officiers sont ensuite conduits à Litchfield et sont échangés avec des prisonniers de guerre britanniques six semaines plus tard. Les généraux Humbert, Sarrazin et Fontaine sont quant à eux conduits à Londres où ils séjournent quelques semaines, il regagnent la France le 3 novembre. En revanche, les prisonniers irlandais passèrent devant des cours martiales et beaucoup sont condamnés à mort et exécutés par pendaison.